# 吹替映画大事典
『吹替映画大事典』（ふきかええいがだいじてん）は、とり・みきと吹替愛好会による研究本。三一書房より1995年に出版された。
吹き替えに造詣の深い漫画家のとり・みきを含む吹替愛好会の7人が執筆。出版当時、声優ブームが起こっていたが、盛り上がりを見せていたアニメ声優でなく、ベテランの外画の吹替声優にスポットを当てたことに特色がある。1986年にテレビ朝日から出版された『映画はブラウン管の指定席で: 淀川長治と『日曜洋画』の20年』を除けば、吹替文化に関する書物は類書はないだろうと、とりは自負していた。
著名な吹替声優20名へのアンケート、これまでにテレビ放送された外国映画、いわゆるテレビ洋画の配役情報、吹替翻訳家の額田やえ子インタビュー、広川太一郎に関するエッセイ、著名人による吹替についての分析などがその内容である。

## 執筆者
- とり・みき
- 加藤賢崇
- 中島紳介
- 浅尾敦則
- 田中雄二
- 藤原隆
- 松久淳

## 関連本
- とり・みきの映画吹替王(洋泉社MOOK)
- 声に恋して 声優（小原乃梨子・著）